# Молодильник
Молодильник (Isoëtes) — єдиний сучасний рід рослин родини молодильникових (Isoetaceae). Родина налічує приблизно 190 видів, з космополітичним поширенням. Це переважно водні або напівводні рослини, які живуть у прозорих водоймах і тихохідних потоках, хоча деякі (наприклад, Isoetes butleri, Isoetes histrix та Isoetes nuttallii) ростуть на вологому ґрунті, що висихає в літню пору. Кожен лист вузький, 2—20 см завдовжки (у виняткових випадках до 100 см) і шириною 0,5—3,0 мм; вони можуть бути або вічнозелені, листопадні взимку, або листопадні в сухий сезон. Рослини різноспорові. Види роду дуже важко розрізнити за зовнішнім виглядом. Найкращий спосіб визначити їх — вивчення мегаспор (діаметр по екватору яких становить 250—800 мкм) під мікроскопом. В Україні поширений лише молодильник озерний (Isoetes lacustris L.).

## Склад родини молодильникових
- Isoëtes
- †Lepacyclotes
- †Isoetites
- †Skilliostrobus
- †Tomiostrobus

## Етимологія
Наукова назва роду походить від дав.-гр. ἴσος — «рівний, однаковий», та ἔτος — «рік», вказуючи на стійке листя, яке лишається незмінним упродовж року.

## Галерея

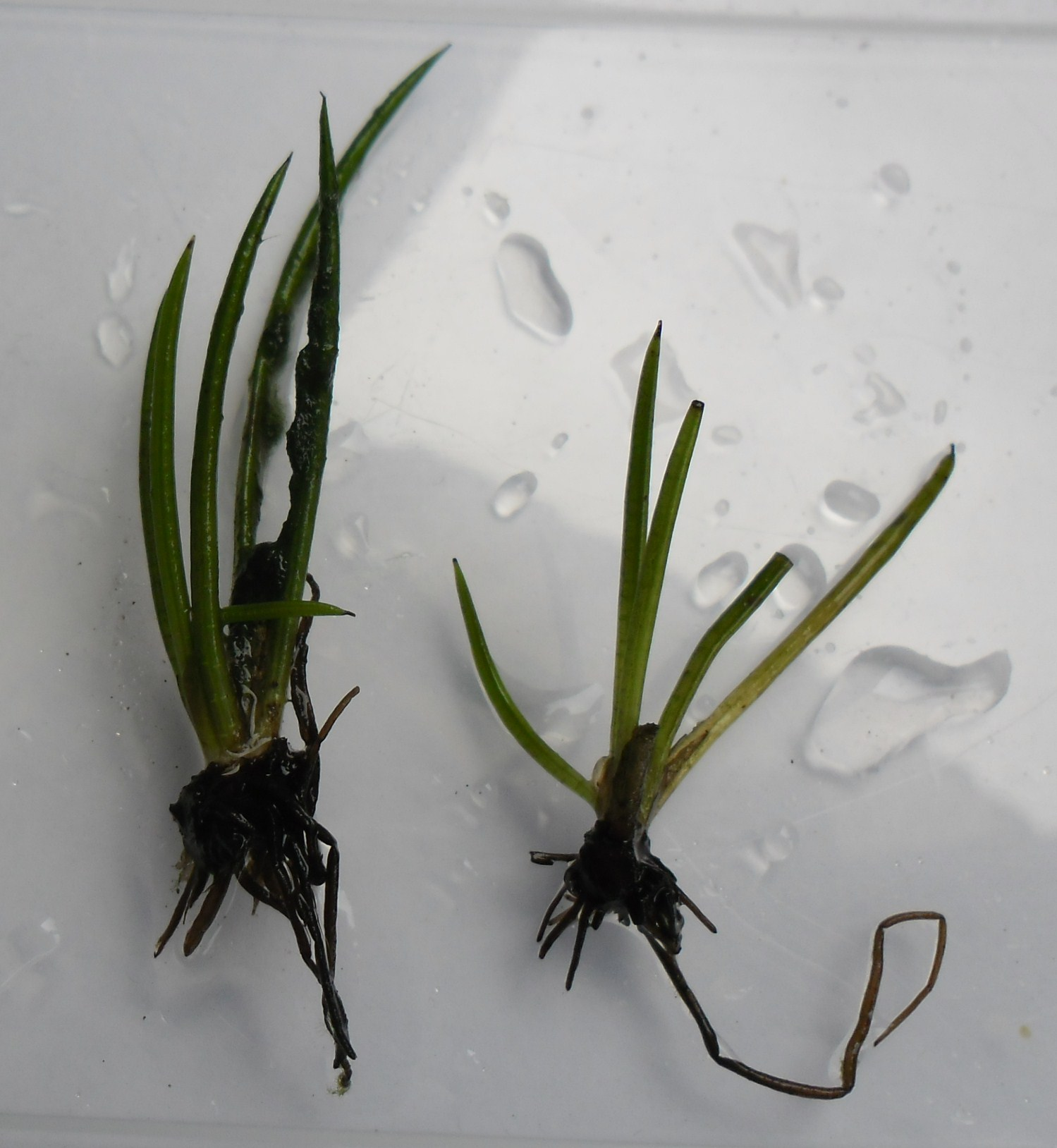
молодильник озерний
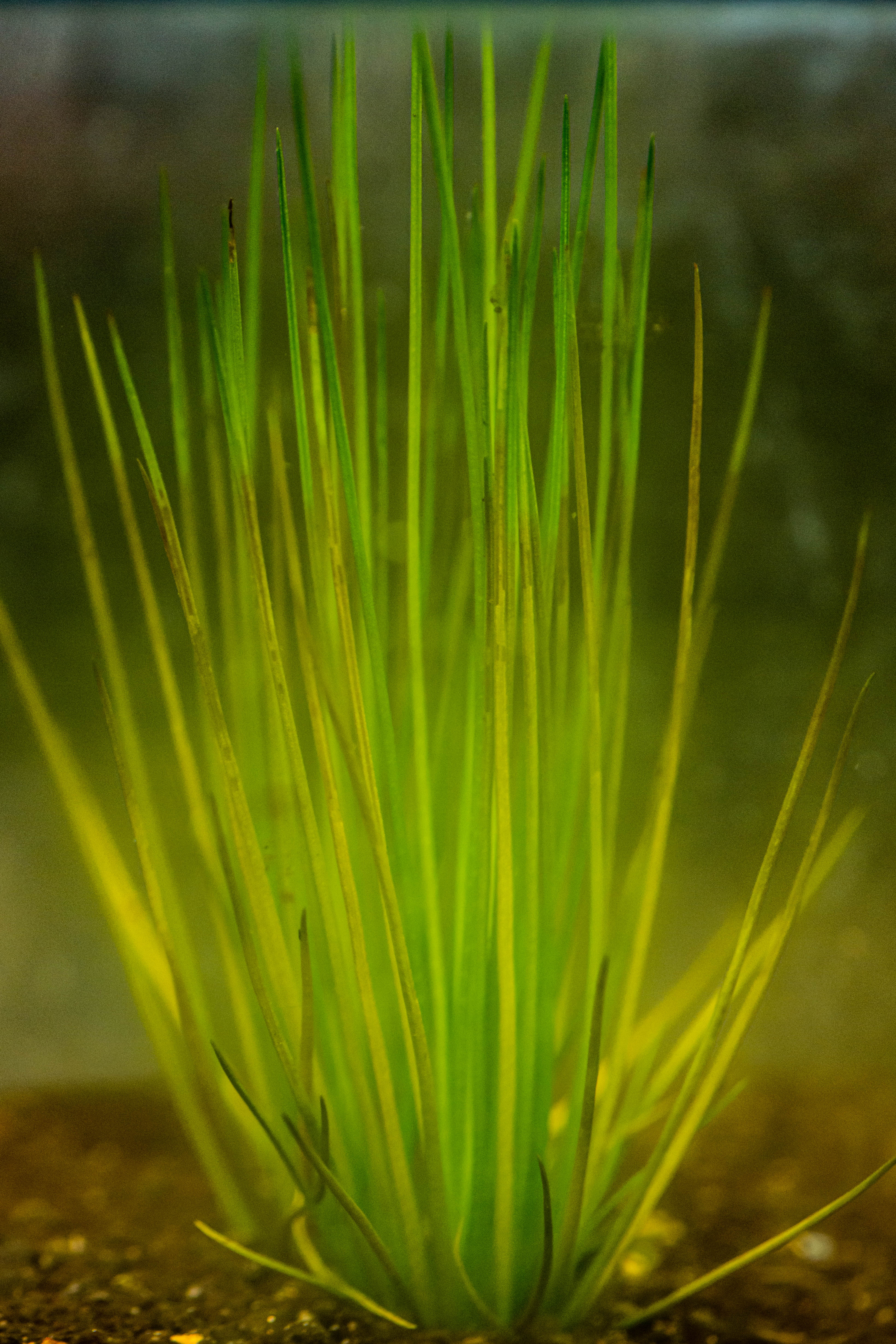
Isoetes japonica‎
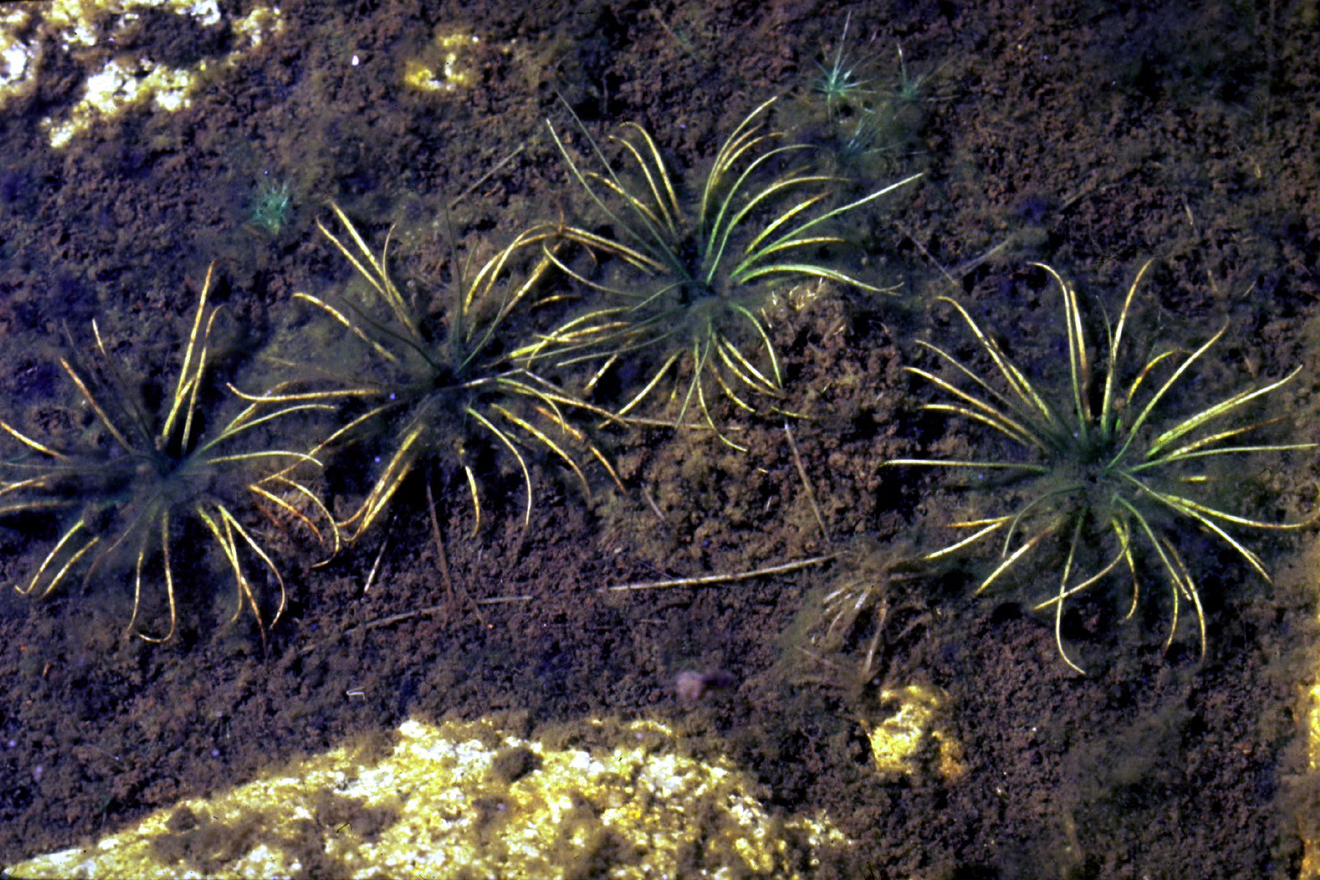
Isoetes echinospora
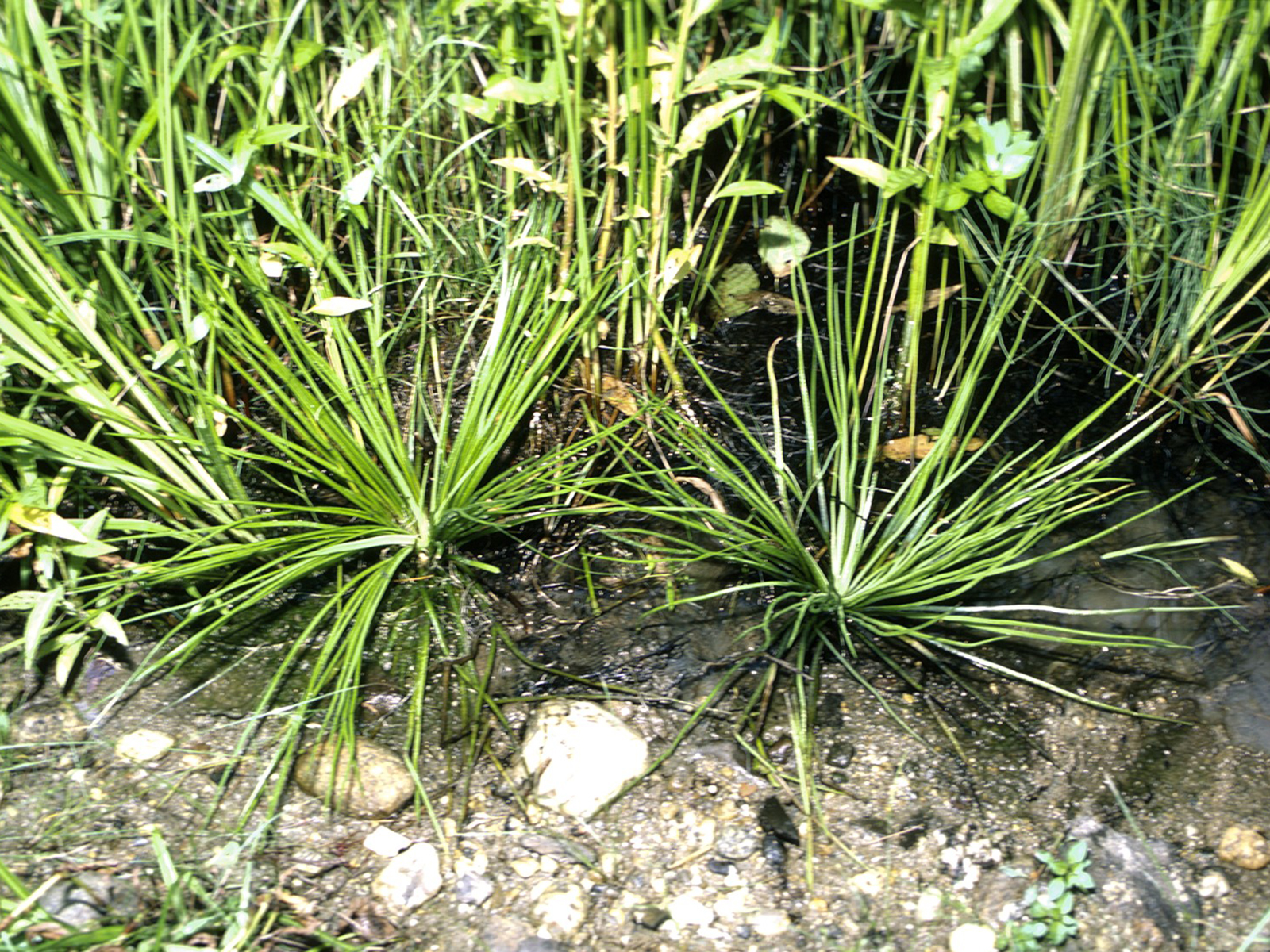
Isoetes engelmannii
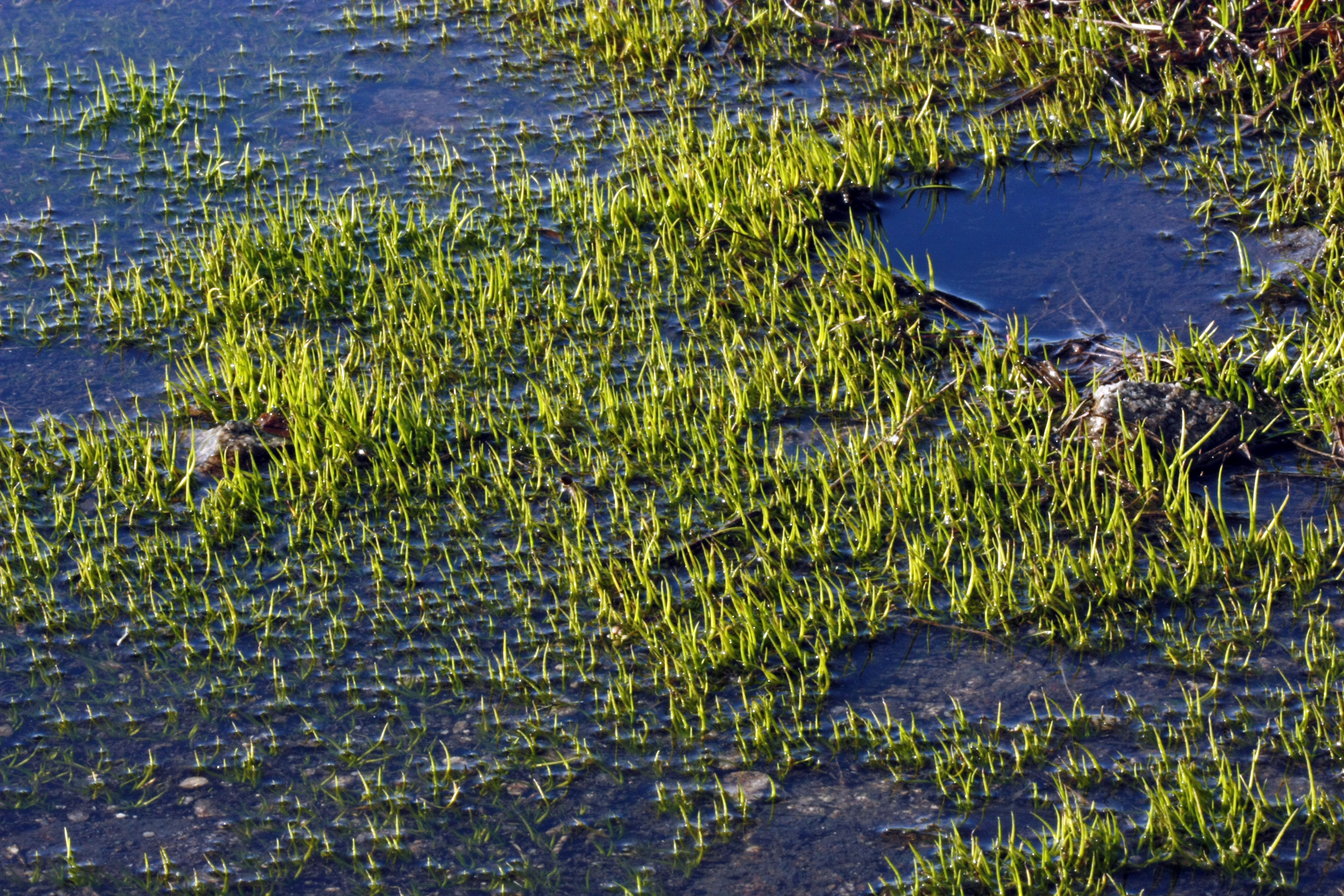
Isoetes melanospora
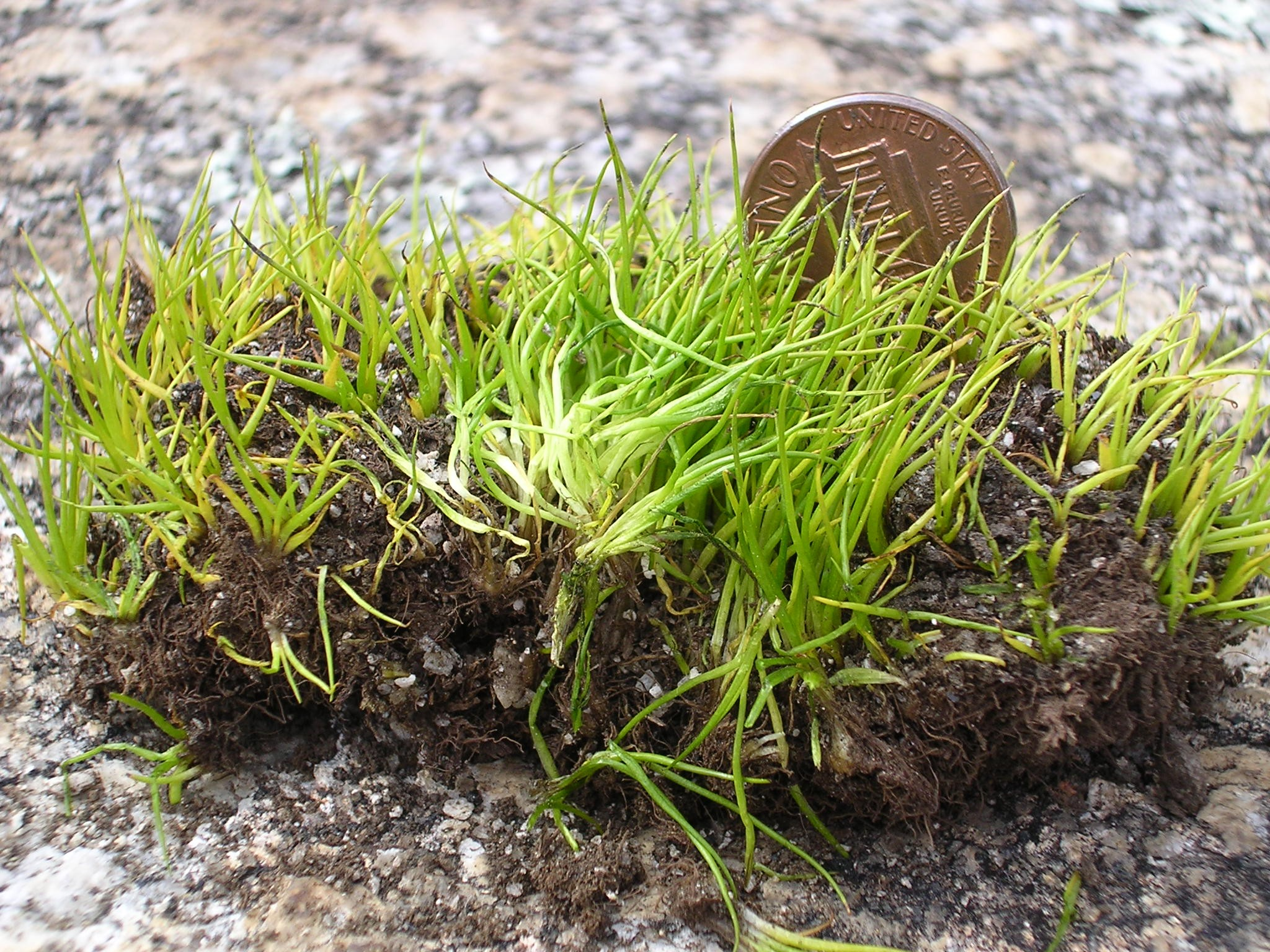
Isoetes tegetiformans
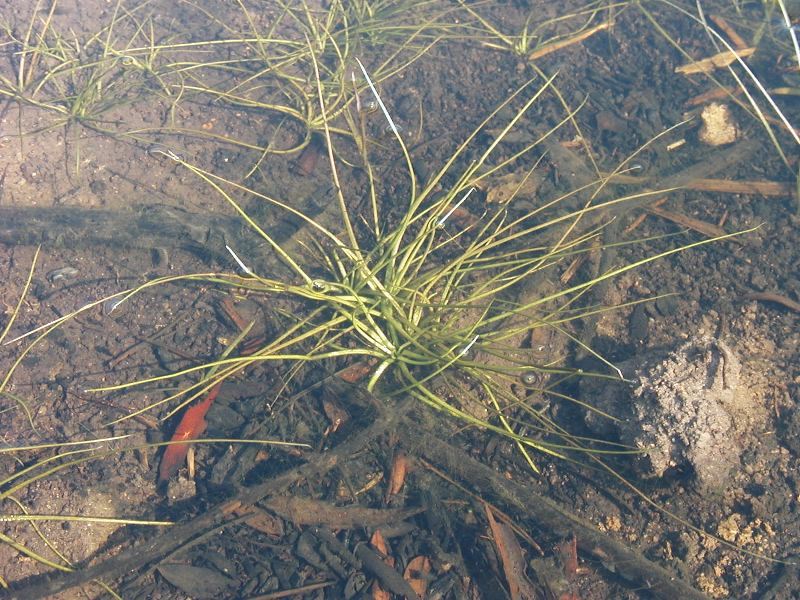
Isoetes velata
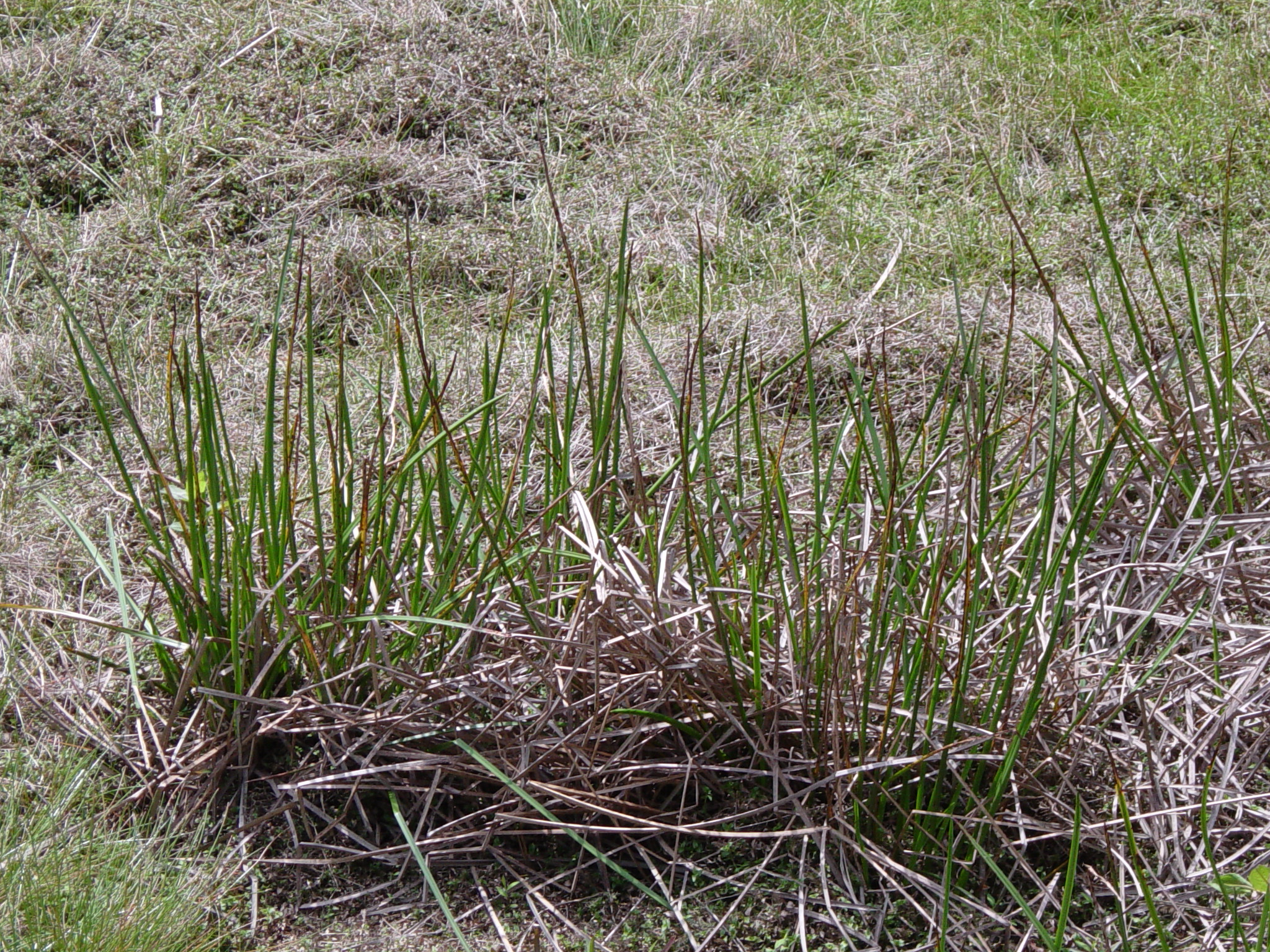
Isoetes taiwanensis